# Zörbig
Zörbig ist eine Stadt im Landkreis Anhalt-Bitterfeld.

## Geografie

### Lage
Die Stadt Zörbig liegt im Süden von Sachsen-Anhalt zwischen Bitterfeld-Wolfen und der Kreisstadt Köthen (Anhalt).

### Geologie
Zörbig und seine Umgebung gehören im weitesten Sinne zum Altmoränengebiet der Norddeutschen Tiefebene, im engeren Sinne zum Ackerland der Köthener Ebene als Lössstandort von hoher Bonität.

### Stadtgliederung
Durch bestehendes Ortschaftsrecht haben sich die 18 Ortsteile in 11 Ortschaften gegliedert. Diese Ortschaften unterteilen sich wie in der folgenden Tabelle dargestellt.
| Ortschaft                                          | Die Ortschaften von Zörbig (anklickbare Karte) |
| -------------------------------------------------- | ---------------------------------------------- |
| Zörbig (mit dem Ortsteil Mößlitz)                  | Die Ortschaften von Zörbig (anklickbare Karte) |
| Cösitz (mit dem Ortsteil Priesdorf)                | Die Ortschaften von Zörbig (anklickbare Karte) |
| Göttnitz (mit dem Ortsteil Löbersdorf)             | Die Ortschaften von Zörbig (anklickbare Karte) |
| Großzöberitz                                       | Die Ortschaften von Zörbig (anklickbare Karte) |
| Löberitz                                           | Die Ortschaften von Zörbig (anklickbare Karte) |
| Quetzdölsdorf                                      | Die Ortschaften von Zörbig (anklickbare Karte) |
| Salzfurtkapelle (mit dem Ortsteil Wadendorf)       | Die Ortschaften von Zörbig (anklickbare Karte) |
| Schortewitz                                        | Die Ortschaften von Zörbig (anklickbare Karte) |
| Schrenz (mit den Ortsteilen Siegelsdorf und Rieda) | Die Ortschaften von Zörbig (anklickbare Karte) |
| Spören (mit dem Ortsteil Prussendorf)              | Die Ortschaften von Zörbig (anklickbare Karte) |
| Stumsdorf (mit dem Ortsteil Werben)                | Die Ortschaften von Zörbig (anklickbare Karte) |

## Geschichte

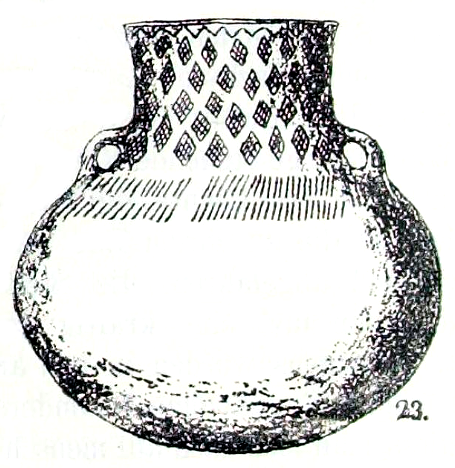
Kugelamphore vom Großsteingrab Zörbig

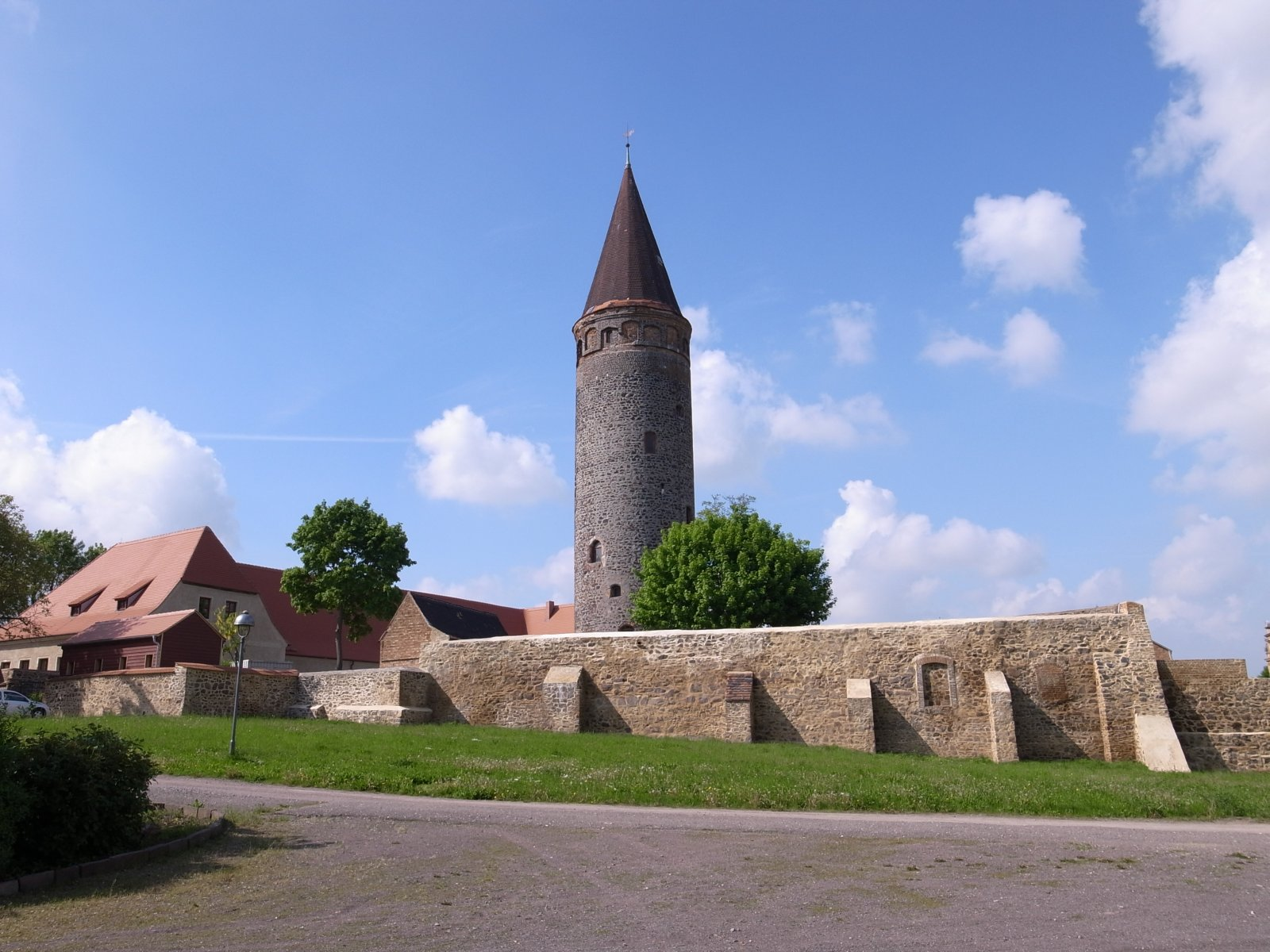
Zörbiger Schloss und Schlossturm

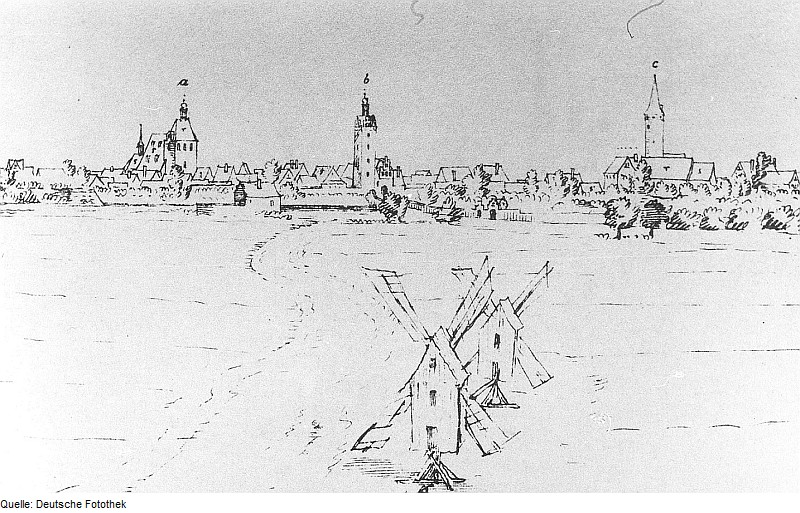
Historische Stadtansicht, Wilhelm Dilich, 1626–1629

Bereits seit mehr als 5000 Jahren ist das Gebiet zwischen Strengbach und Fuhne schon besiedelt, wie archäologische Funde bestätigen. Ackerbauern und Viehzüchter bestimmten das Bild dieses fruchtbaren Landstriches seit der Jungsteinzeit.

### Mittelalter
Um 700 n. Chr. drängten die Slawen in die von den germanischen Stämmen verlassenen Gebiete und nahmen auch Besitz von der Region um Zörbig. Schon seit Anfang des 9. Jahrhunderts wurden die Slawen nach und nach wieder zurückgedrängt, sie prägen diesen Landstrich durch ihre Ortsgründungen jedoch bis zum heutigen Tag. Auch der Ortsname von Zörbig – erstmals erwähnt als Zurbici – leitet sich vermutlich direkt vom Stammesnamen der Sorben ab.
Zörbig entwickelte sich um eine Burganlage, die den dort siedelnden Menschen den notwendigen Schutz bot. Mittelpunkt dieser frühdeutschen steinernen Burganlage war ein runder Bergfried, der bis zum heutigen Tag erhalten geblieben ist. Im 16. Jahrhundert wurde dieser um ein Backsteinoberteil erhöht und erhielt sein spitzes hohes Dach.
Erstmals urkundlich erwähnt wird Zörbig am 29. Juli 961 in einer Schenkungsurkunde von König Otto I. an das Mauritius-Kloster Magdeburg als „Civitas Zurbici“. Damals war die Siedlung schon der Mittelpunkt eines Burgwards.
Die Stadt entwickelte sich im Mittelalter innerhalb der geschlossenen Stadtmauer, die mit drei Stadttoren, einem Hausmannsturm, Wällen und Gräben ihre Wehrhaftigkeit nach außen zeigte, rasant weiter. Abgesehen vom Halleschen Turm als Teil der Wehranlagen, ist von der Stadtmauer heute nur noch ein kleines Stück erhalten. Der Verlauf der ehemaligen Stadtgräben hingegen, ist in Form von Grünanlagen auch heute teilweise noch gut erkennbar. Neben der Burg kann die Stadtkirche St. Mauritius als ältestes Bauwerk des Ortes angesehen werden. Die Wüstung Babendorf westlich der Stadt bestand bis in das 15. Jahrhundert.

### Neuzeit

Karte von Zörbig (um 1750)

Im 17. Jahrhundert ließ Herzog August von Sachsen-Merseburg die alte Burg zum Residenzschloss umbauen. Im Schloss befinden sich das Historische Stadtarchiv, die Stadtbibliothek, das Museum und die Bürger- und Vereinsräume, die seit 1. Januar 2020 zum „Kulturquadrat Schloss Zörbig“ zusammengeschlossen sind. Der Schlossturm kann bestiegen werden.
Zörbig war bis 1815 der Hauptort des kursächsischen Amts Zörbig. Durch die Beschlüsse des Wiener Kongresses kam der Ort zu Preußen und wurde 1816 dem Landkreis Bitterfeld im Regierungsbezirk Merseburg der Provinz Sachsen zugeteilt, der ab 1946 zum Land Sachsen-Anhalt gehörte. In der DDR gehörte Zörbig ab 1952 zum Kreis Bitterfeld im Bezirk Halle.

### Eingemeindungen
Im Jahr 2004 wurden sieben Gemeinden in die Stadt Zörbig eingegliedert. Cösitz und Quetzdölsdorf folgten Anfang 2005. Schortewitz kam 2009 hinzu.
Bereits in den Jahren 1950 und 1974 war es zu Eingemeindungen auf dem Gebiet der jetzigen Stadt Zörbig gekommen.
| Ehemalige Gemeinde   | Datum          | Anmerkung                                         |
| -------------------- | -------------- | ------------------------------------------------- |
| Cösitz               | 1. Januar 2005 |                                                   |
| Göttnitz             | 1. März 2004   |                                                   |
| Großzöberitz         | 13. März 2004  |                                                   |
| Löberitz             | 1. März 2004   |                                                   |
| Löbersdorf           | 1. Juli 1950   | Eingemeindung nach Göttnitz                       |
| Prussendorf          | 1. Juli 1950   | Eingemeindung nach Spören                         |
| Quetzdölsdorf        | 1. Januar 2005 |                                                   |
| Rieda                | 1. Juli 1950   | Zusammenschluss mit Schrenzsiegelsdorf zu Schrenz |
| Salzfurtkapelle      | 1. März 2004   |                                                   |
| Schortewitz          | 1. März 2009   |                                                   |
| Schrenz              | 1. März 2004   |                                                   |
| Schrenz/ Siegelsdorf | 1. Juli 1950   | Zusammenschluss mit Rieda zu Schrenz              |
| Spören               | 1. März 2004   |                                                   |
| Stumsdorf            | 1. März 2004   |                                                   |
| Wadendorf            | 1. Juli 1950   | Eingemeindung nach Salzfurtkapelle                |
| Werben               | 1. April 1974  | Eingemeindung nach Stumsdorf                      |

## Bevölkerung
| Jahr | Einwohner |
| ---- | --------- |
| 1990 | 4.122     |
| 2010 | 9.825     |
| 2015 | 9.417     |
| 2020 | 9.123     |

| Jahr | Einwohner |
| ---- | --------- |
| 2021 | 9.139     |
| 2022 | 9.039     |
| 2023 | 8.973     |
| 2024 | 8.899     |

Stand: 31. Dezember des jeweiligen Jahres (Angaben des Statistischen Landesamtes Sachsen-Anhalt), ab 2011 auf Basis des Zensus 2011, ab 2022 auf Basis des Zensus 2022
Der deutliche Anstieg der Bevölkerungszahl 2010 ist auf Eingemeindungen zurückzuführen.

## Politik

### Stadtrat
Der Stadtrat von Zörbig besteht aus 20 Mitgliedern und dem Bürgermeister. Die Kommunalwahl am 9. Juni 2024 führte bei einer Wahlbeteiligung von 67,8 % zu folgendem Ergebnis:
| Partei / Wählergruppe                             | Stimmenanteil 2019 | Sitze 2019 |        | Stimmenanteil 2024 | Sitze 2024 |
| ------------------------------------------------- | ------------------ | ---------- | ------ | ------------------ | ---------- |
| CDU                                               | 29,5 %             | 6          | 31,1 % | 6                  |            |
| AfD                                               | 11,0 %             | 2          | 22,7 % | 4                  |            |
| Bürger für Zörbig                                 | .                  | 3          | 15,9 % | 3                  |            |
| Unabhängige Wählergemeinschaft Schortewitz/Cösitz | .                  | 1          | 06,9 % | 1                  |            |
| Bürger für Salzfurtkapelle                        | .                  | 1          | 05,4 % | 1                  |            |
| Freie Wählergemeinschaft Löberitz                 | .                  | 1          | 03,5 % | 1                  |            |
| Bürger für Rieda und Schrenz                      | .                  | 1          | 03,5 % | 1                  |            |
| SPD                                               | 03,8 %             | 1          | 03,3 % | 1                  |            |
| Bürgerinitiative Stumsdorf-Werben                 | .                  | 1          | 02,7 % | 1                  |            |
| FDP                                               | 03,4 %             | 1          | 02,7 % | 1                  |            |
| Bürger für Quetzdölsdorf                          | –                  | –          | 02,5 % | –                  |            |
| Die Linke                                         | 04,5 %             | 1          | –      | –                  |            |
| Bürgerverien Spören                               | .                  | 1          | –      | –                  |            |
| Insgesamt                                         | 100 %              | 20         | 100 %  | 20                 |            |

### Bürgermeister
- 1994–2001: Leopold Peternek (CDU)[12]

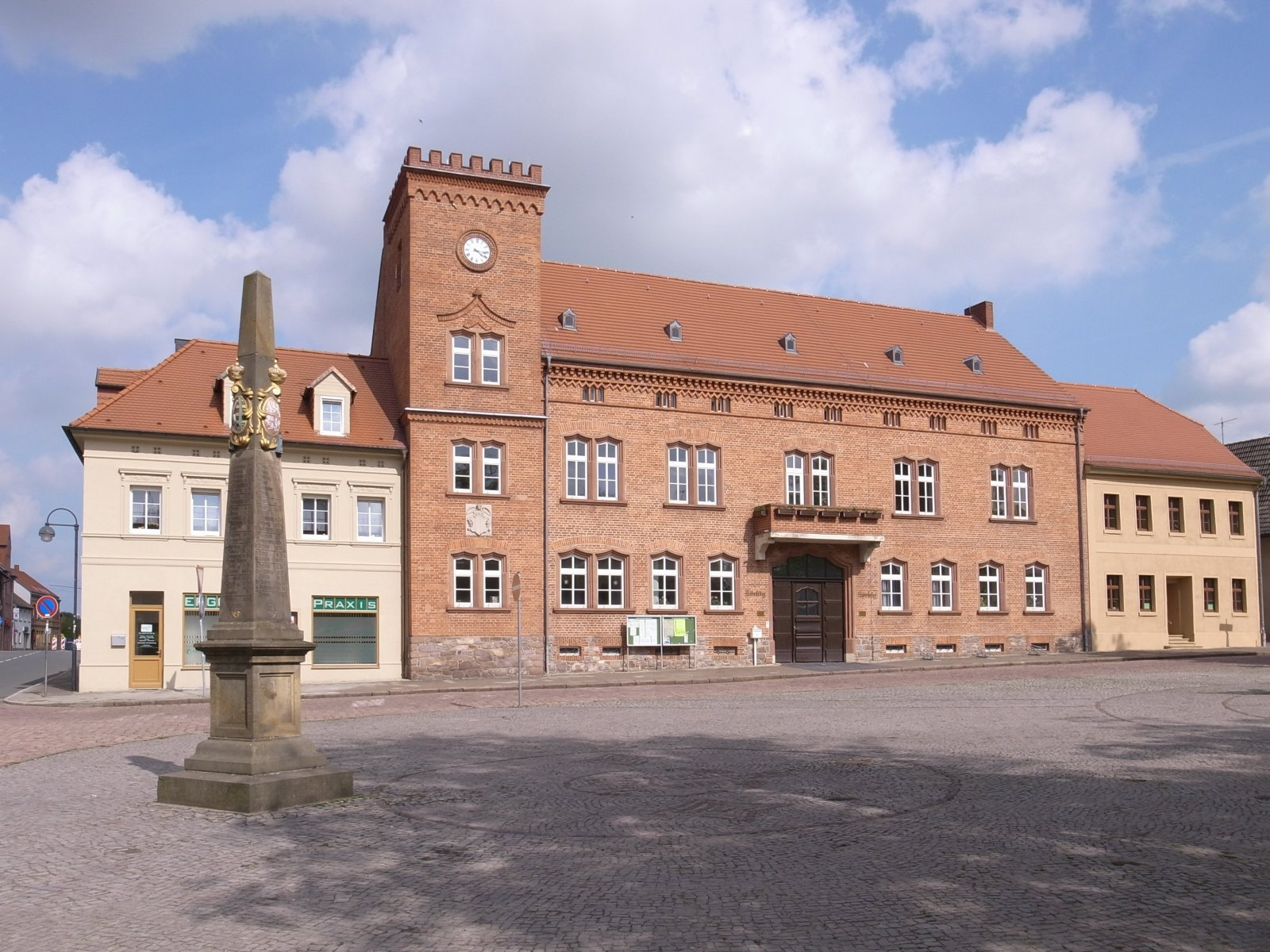
Zörbiger Rathaus und Postmeilensäule

- 2001–2019: Rolf Sonnenberger (parteilos)[13]
- seit 2019: Matthias Egert (CDU)

Sonnenberger wurde in der Bürgermeisterwahl am 15. April 2012 mit 78,7 % der gültigen Stimmen wiedergewählt.
Egert wurde in der Bürgermeisterstichwahl am 14. April 2019 mit 56,7 % der gültigen Stimmen zu seinem Nachfolger gewählt. Er ist seit dem 1. Juli 2019 im Amt. Seine Amtszeit beträgt sieben Jahre.

### Wappen
Das Wappen wurde am 6. September 1994 durch das Regierungspräsidium Dessau genehmigt und im Landeshauptarchiv Magdeburg unter der Wappenrollennummer 44/1994 registriert.
| Wappen von Zörbig | Blasonierung: „Auf damasziertem goldenen Grund zwei blaue Pfähle.“ |
| Wappen von Zörbig | Wappenbegründung: Die Stadt führt in ihrem Wappen die sogenannten Landsberger Pfähle. Dabei handelt es sich um ein am Anfang des 13. Jh. aufgekommenes Heroldszeichen der Wettiner, das später zum Wappen der Markgrafschaft Landsberg wurde, zu der auch Zörbig gehörte. Als alleiniges Wappenbild treten die Landsberger Pfähle auch noch bei der Stadt Landsberg im Saalekreis auf. |

Die Stadtfarben zeigen Blau – Gold (Gelb).
Der 1944 aufgefundene Siegelstempel der Stadt Zörbig stammt schon aus der ersten Hälfte des 15. Jh. Das sächsische Hauptarchiv in Dresden konnte dieses Wappensiegel bereits auf der am 28. Dezember 1445 von der Stadt Zörbig für Kurfürst Friedrich II. von Sachsen ausgestellten Huldigungsurkunde feststellen. Als Teilwappen haben die Landsberger Pfähle auch Eingang in eine Reihe von Wappen anderer Städte des wettinischen Herrschaftsbereichs gefunden. So sind sie jeweils in gespaltenen Schilden zusammen mit dem markmeißnischen Löwenwappen in den Wappen der Städte Chemnitz, Dresden und Leipzig enthalten.

### Flagge
Die Flagge der Stadt Zörbig ist Blau – Gelb längsgestreift. Sie wurde am 4. Juli 1995 durch das Regierungspräsidium Dessau genehmigt.

## Sehenswürdigkeiten und Kultur

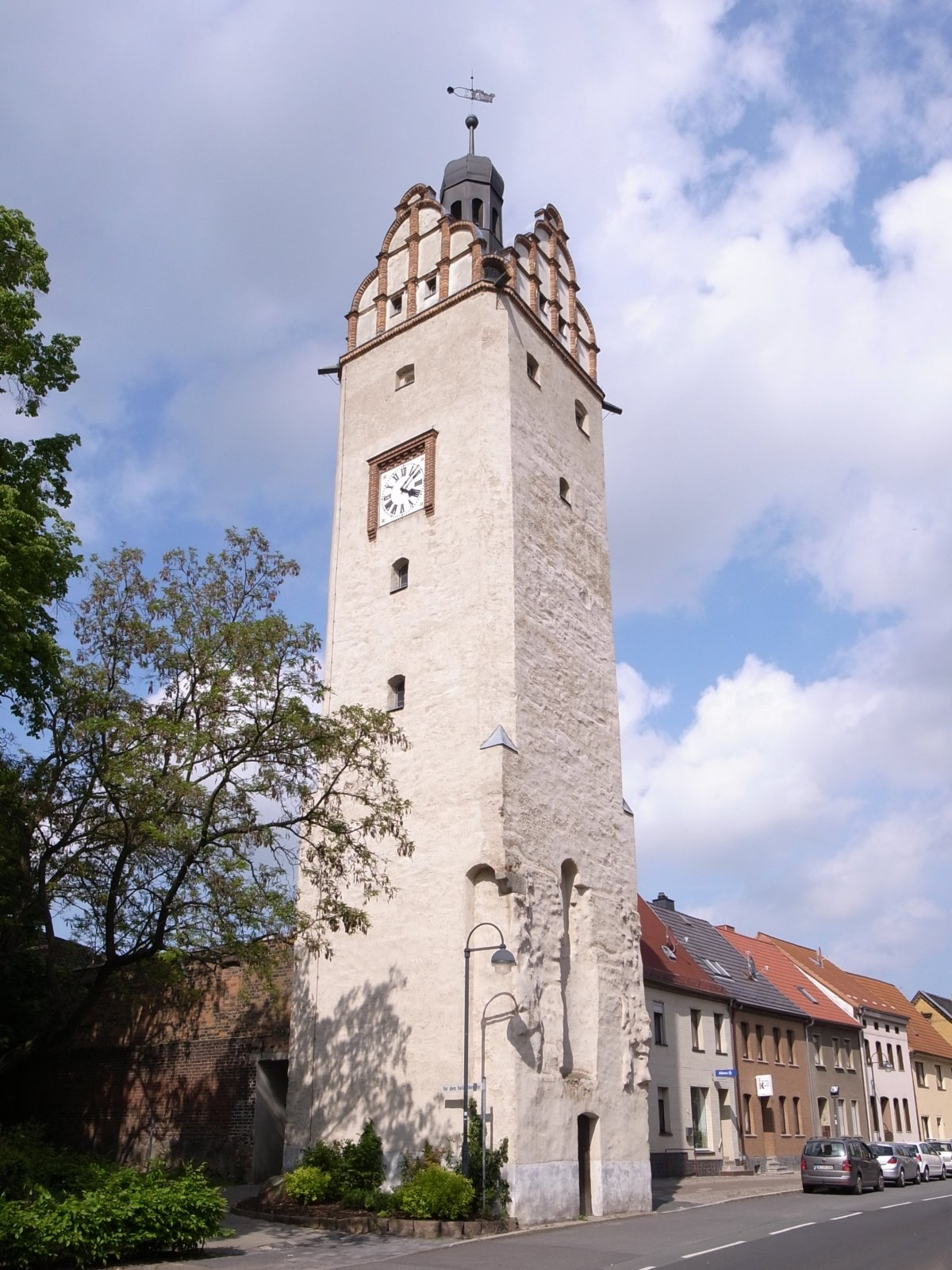
Zörbig, Hallescher Turm

### Bauwerke
- Evangelische Stadtkirche „St. Mauritius“, spätgotisch, 1202 erstmals erwähnt. Im Innenraum ein sehenswertes spätromanisches Triumphkreuz, welches vermutlich aus der Stiftskirche vom Petersberg bei Halle stammt.
- Katholische Kirche „St. Antonius“, 1911 erbaut und 1953 erweitert.
- Schloss mit weithin sichtbarem Bergfried, heute KULTURQUADRAT Schloss Zörbig, stammt in ältesten Teilen wohl aus dem 12. Jahrhundert, unvollendete barocke Dreiflügelanlage.
- weiß verputzter Torturm (Hallescher Turm, 1556) des 1897 abgerissenen „Halleschen Tores“, mit vier Renaissancegiebeln als Teil der ehem. Stadtbefestigung
- Rathaus, Backsteinbau aus dem Jahr 1846
- „Hospital zum Heiligen Kreuz“, 1315 begründet, schlichter klassizistischer Bau von 1835
- Gutshaus Schrenz
- Rittergut Siegelsdorf
- Nachbildung der kursächsischen Postdistanzsäule auf dem Marktplatz (Wiederaufstellung erfolgte im Oktober 1989)
- Wasserturm in der Wasserturmstraße, mit Klinkern verblendeter Stahlbeton aus dem Jahr 1929 des Bitterfelder Architekten Reuter

### Gedenkstätten
- Gedenkstätte im Rudolf-Breitscheid-Park zur Erinnerung an zwölf Frauen und Männer verschiedener Nationen, die während des Zweiten Weltkrieges nach Deutschland deportiert und Opfer von Zwangsarbeit wurden
- Sammelgrab auf dem Friedhof des Ortsteiles Schrenz für fünf unbekannte sowjetische Kriegsgefangene, die während des Zweiten Weltkrieges Opfer von Zwangsarbeit wurden
- Gedenkstein aus dem Jahre 1961 auf dem Ernst-Thälmann-Platz (heute Rotes Meer) zur Erinnerung an den Namensgeber, den KPD-Vorsitzenden Ernst Thälmann, der 1944 im KZ Buchenwald ermordet wurde. Der Gedenkstein wurde nach 1990 wieder entfernt.

### Museen
- Museum im KULTURQUADRAT Schloss Zörbig – Am Schloss 10 (gepflegt vom Heimat-Verein Zörbig 1922 e. V.)
- Schachmuseum Löberitz (gepflegt von der Schachgemeinschaft 1871 Löberitz e. V.)
- Heimatstube – Schulstraße 5 (gepflegt vom Heimatverein „Strengbachaue“ Spören-Prussendorf e. V.)

### Regelmäßige Veranstaltungen
- Weihnachtsmarkt auf dem Schloss in Zörbig im Dezember
- Subbotnik/Frühjahrsputz in allen Ortschaften der Stadt Zörbig Anfang April
- Walpurgisfeuer und Erntedankfest in Mößlitz
- Löberitzer Schachtage im Ortsteil Löberitz, erinnert am letzten Juniwochenende eines jeden Jahres an die Vereinsgründung des ältesten Schachvereins in Sachsen-Anhalt im Jahre 1871 durch Friedrich Franz Ohme und ist die größte regionale Schachveranstaltung mit Volksfestcharakter
- Curbici Veterano im Juli, die Oldtimer-Rallye im Städtedreieck Leipzig, Halle, Dessau-Roßlau
- Weihnachtsbaumverbrennen der Freiwilligen Feuerwehr im Januar (Feuerwehrhaus)
- Osterfeuer der Freiwilligen Feuerwehr jährlich am Karsamstag (Feuerwehrhaus)

## Wirtschaft und Infrastruktur

### Ansässige Unternehmen
- VERBIO Vereinigte Bioenergie AG
- Zuegg Deutschland GmbH, produziert die Zörbiger Konfitüre
- ABENA GmbH Betriebsstätte Heideloh (Hygiene- und Pflegeartikel).

### Verkehr
Zörbig erhielt erst 1897 mit Eröffnung der Nebenbahnlinie Bitterfeld–Stumsdorf Anschluss an das Schienennetz der Bahn. Die Strecke erhielt im Volksmund den Namen „Saftbahn“, weil mit ihr u. a. das bekannteste Zörbiger Produkt, Zuckerrübensaft, transportiert wurde. Zuvor existierte bereits eine gebührenpflichtige Kreischaussee zwischen Bitterfeld und Zörbig.
Der Schienenpersonennahverkehr wurde im Jahr 2002 eingestellt und die Bahntrasse von der DB Netz AG stillgelegt. Die Zörbiger Infrastrukturgesellschaft mbH (ZIG) pachtete die Strecke von der DB Netz AG, sanierte sie, sodass Unternehmen aus den angrenzenden Gewerbegebieten die Bahnverbindung für den Schienengüterverkehr nutzen können.
Der öffentliche Personennahverkehr wird unter anderem durch den PlusBus des Landesnetzes Sachsen-Anhalt erbracht. Folgende Verbindung, betrieben von dem Omnibusbetrieb Saalekreis, führt ab Zörbig:
- Linie 350: Zörbig ↔ Spören ↔ Brachstedt ↔ Oppin ↔ Halle

Zörbig liegt nahe der Bundesautobahn 9.

### Bildung
Kindergärten
- Kindergarten „Pauli“ (im OT Großzöberitz)
- Kindergarten „Pünktchen“ (im OT Löberitz)
- Kindergarten „Abenteuerland“ (im OT Quetzdölsdorf), Vorgänger der Einrichtung wurde im Juli 1846 als einer der ersten Kindergärten in Deutschland durch den Quetzer Pfarrer Hildenhagen, einen Unterstützer und Bekannten des Gründers des Kindergarten-Gedankens Friedrich Fröbel eröffnet
- Kindergarten „Märchenland“ (im OT Salzfurtkapelle)
- Kindergarten „Zwergenland“ (im OT Stumsdorf) (heute in der freier Trägerschaft der Kinderland2000 gGmbH)
- Kindergarten „Spörner Spatzen“ (im OT Spören)
- Kindergarten „Rotkäppchen“ (im OT Zörbig), der älteste durchgehend im Betrieb befindliche Kindergarten Deutschlands von 1846 (heute in freier Trägerschaft der Johanniter)
- Kindergarten „Max und Moritz“ (im OT Zörbig)

Schulen
- Grundschule Löberitz
- Grundschule Zörbig
- Sekundarschule Zörbig

### Vereine
- Schachgemeinschaft 1871 Löberitz e. V., der älteste Schachverein des Landes Sachsen-Anhalt und 1877 in Leipzig Gründungsverein des Deutschen Schachbundes. Weiterhin gründete der damalige Löberitzer Schachclub am 8. Oktober 1882 zusammen mit den Schachvereinen aus Halle/Saale und Zörbig in Bettmanns Hotel/Zörbig den Saaleschachbund als Vorgänger des Landesschachverbandes von Sachsen-Anhalt. Der Verein wurde 1996 mit der Plakette des Bundespräsidenten (Roman Herzog) ausgezeichnet.
- Heimat-Verein Zörbig 1922 e. V.: Der vom Zörbiger Lehrer und Heimatforscher Otto Schmidt (1898 – 1959) mitbegründete Verein widmet sich der Pflege, dem Erhalt und der Unterstützung des Museums im KULTURQUADRAT Schloss Zörbig.
- Philatelistenverein 1950 Zörbig e. V.: Der Verein der Briefmarkensammler in Zörbig und Umgebung besteht seit 1950. Er tritt auf regionaler Ebene regelmäßig mit Ausstellungen und Belegprogrammen auf diversen Veranstaltungen in Erscheinung, die sich nicht nur auf die Philatelie beziehen, sondern auch die Heimatgeschichte thematisieren.
- SV Zörbig: Sportverein, der zum größten Teil aus Basketball, Tischtennis- und Volleyballmannschaften besteht, aber auch Badminton, Bowling, Fitness, Gesundheitssport, Gymnastik, Karate, Leichtathletik, Nm30, Qi Gong, Radwandern, Schach und Tennis bietet.
- Zörbiger FC 1907: reiner Fußballverein. Mit Mannschaften von den Bambini bis zu den Männern.
- Zörbiger Stadtmusiker e. V., seit 1990 aktiver Musikverein
- Angelverein Zörbig 1956 im AV Bitterfeld. Der Verein, welcher aus einer Erwachsenen- und einer Jugendgruppe besteht, kümmert sich neben der Ausübung des Angelsports auch um die Erhaltung des Leipziger Teichs.
- Freiwillige Feuerwehren gibt es in 8 von 18 Ortsteilen. Neben dem Retten, Bergen, Löschen, Schützen haben die Feuerwehren noch andere Aufgaben, z. B. in den warmen Sommerzeiten frischen Sauerstoff in die Gewässer einzuführen.

## Persönlichkeiten

### Ehrenbürger
- Walter Reiche (1913–2003), katholischer Priester
- Anton Rehmann, Gründer der CDU-Ortsgruppe in Spören und des Heimatvereins Strengbachaue e. V.
- Brigitta Weber (* 1934), frühere Museumsleiterin, vormalige Vorsitzende des Heimat-Vereins Zörbig 1922 e. V.

### Söhne und Töchter der Stadt
- Thomas Selle (1599–1663), Komponist und Kirchenmusiker
- Johann Erich Ostermann (1611–1668), Gräzist
- Heinrich Linck (1642–1696), Rechtswissenschaftler und Hochschullehrer
- Johann Jacob Reiske (1716–1774), Gräzist, Arabist und Byzantinist
- Karl Philipp von Anhalt (1732–1806), preußischer Generalmajor
- Heinrich Wilhelm von Anhalt (1734–1801), Generalinspekteur der Infanterie in Ostpreußen, Erbherr zu Plaue
- August Gottlieb Richter (1742–1812), Chirurg
- Christian Gottlob Biener (1748–1828), Jurist
- Wilhelm Gotthold von Thermann (1762–1825), Jurist und kursächsischer Oberhofgerichtsrat in Leipzig
- Karl Gottlob August Erfurdt (1780–1813), Philologe und Pädagoge
- Friedrich Albert Fallou (auch „Frédéric Albert Fallou“) (1795–1872), Vater der Bodenkunde
- Moritz Koeppe (1832–1879), Psychiater und Hochschullehrer
- Wilhelm Rühlmann (1842–1922), Orgelbauer
- Victor Blüthgen (1844–1920), Dichter und Publizist
- Otto Rapmund (1845–1930), Sozialhygieniker
- Oskar Fleischer (1856–1933), Musikwissenschaftler
- Ida Jauch (1886–1944), Textilhändlerin
- Arnulf Rüssel (1902–1978), Psychologe und Hochschullehrer
- Carl Marx (1911–1991), Maler, Schüler am Bauhaus Dessau 1931–1933
- Annemarie Schönherr (1932–2013), Theologin und Pfarrerin
- Michael Hoffmann (* 1961), Politiker (SPD, CDU), 1994–2002 Landtagsabgeordneter
- Sabine Adler (* 1963), Journalistin und Autorin